# Greer Garson
Eileen Evelyn Greer Garson (Londres, 29 de septiembre de 1904 - Dallas, 6 de abril de 1996) más conocida como Greer Garson, fue una actriz británica, muy popular durante la Segunda Guerra Mundial, e incluida por la Motion Picture Herald como una de las actrices más taquilleras de Estados Unidos entre 1942 y 1946.
Nominada en siete ocasiones al Premio Óscar, Garson se hizo conocida por sus actuaciones en Metro-Goldwyn-Mayer durante la década de 1940, donde lograría el récord de cinco candidaturas consecutivas por actuación, todas como Mejor actriz entre 1941 y 1945; y destacó por sus papeles protagónicos en Adiós, Mr. Chips, De corazón a corazón, Más fuerte que el orgullo, La señora Miniver (por él ganaría su único Óscar), Random Harvest, Madame Curie, La señora Parkington, The Valley of Decision y Sunrise at Campobello.

## Primeros años
Greer Garson nació el 29 de septiembre de 1904 en Manor Park, East Ham, por entonces parte de Essex, ahora parte de Londres; única hija de Nina y George Garson (1865-1906), este último un empleado comercial en un negocio de importación en Londres. Su padre nació en Londres, descendiente de padres escoceses, y su madre nació en Drumalore (generalmente deletreada como Drumalure o Drumaloor), una "townland" cerca de Belturbet en el condado de Cavan, Irlanda. El nombre "Greer" es una contracción de "MacGregor", otro apellido familiar.
Su abuelo materno fue David Greer (h. 1848-1913) de Kilrea, condado de Londonderry, sargento del Royal Irish Constabulary estacionado por un tiempo en Castlewellan, condado de Down. Entre las décadas de 1870 y 1880, se convirtió en administrador de la tierra de la familia Annesley, ricos terratenientes que construyeron la ciudad de Castlewellan. Mientras vivió en Castlewellan, David Greer vivía en una gran casa unifamiliar construida en la parte inferior de lo que se conocía como Pig Street, o conocida localmente como Back Way, cerca del astillero de Shilliday. La casa se llamaba "Claremount", y hoy la calle se llama Claremount Avenue. A menudo se informó erróneamente que Greer Garson nació en esta casa: The Macmillan International Film Encyclopedia da 1908 como año de su nacimiento, y el lugar como el Condado de Down, Irlanda).
Garson fue educada en el King's College de Londres y en la Universidad de Grenoble, donde obtuvo títulos en francés y literatura del siglo XVIII. Mientras aspiraba a ser actriz, trabajó en una agencia de publicidad como secretaria ejecutiva junto con George Sanders, quien escribió en su autobiografía que fue Garson quien le sugirió que iniciara una carrera en la actuación.

## Carrera

### Inicios
Su carrera en la actuación comenzó en teatro, iniciándose en el Birmingham Repertory Theatre en enero de 1932, cuando tenía 27 años. Por entonces, conoció a Edward Alec Abbot Snelson (1904-1992), más tarde Sir Edward, un funcionario británico que se convirtió en un destacado juez y experto en asuntos indios. El 28 de septiembre de 1933 contrajeron matrimonio pero, después de una luna de miel en Alemania, él regresaría a su puesto laboral en Nagpur, una ciudad en el centro de la Raj británico de la India; mientras que ella optó por regresar junto a su madre y trabajar en el teatro en Gran Bretaña. Según los informes, Sir Edward se afligió por la pérdida y pasó muchos años viendo múltiples proyecciones de cualquier película suya que se exhibiera en Nagpur. El matrimonio no se disolvió formalmente hasta 1943.
A finales de la década de 1930, participó en la naciente televisión británica, protagonizando una producción de 30 minutos de un fragmento de Twelfth Night en mayo de 1937 con Dorothy Black. Estas transmisiones en vivo fueron parte del servicio experimental de la BBC desde Alexandra Palace, y esta es la primera instancia conocida de una obra de William Shakespeare realizada en televisión.

### Metro-Goldwyn-Mayer y el estrellato
Louis B. Mayer descubrió a Garson mientras estaba en Londres en busca de nuevos talentos. Garson firmó un contrato con Metro-Goldwyn-Mayer a fines de 1937, pero no comenzó a trabajar en su primera película, Goodbye, Mr. Chips, hasta fines de 1938. Mientras esperaba su primer papel, Garson sufrió una fuerte lesión en la espalda, que estuvo a punto de hacer que Mayer rescindiera su contrato. La lesión le acarrearía varios problemas durante los siguientes años. Sin embargo, recibió su primera nominación al Óscar por su papel. 

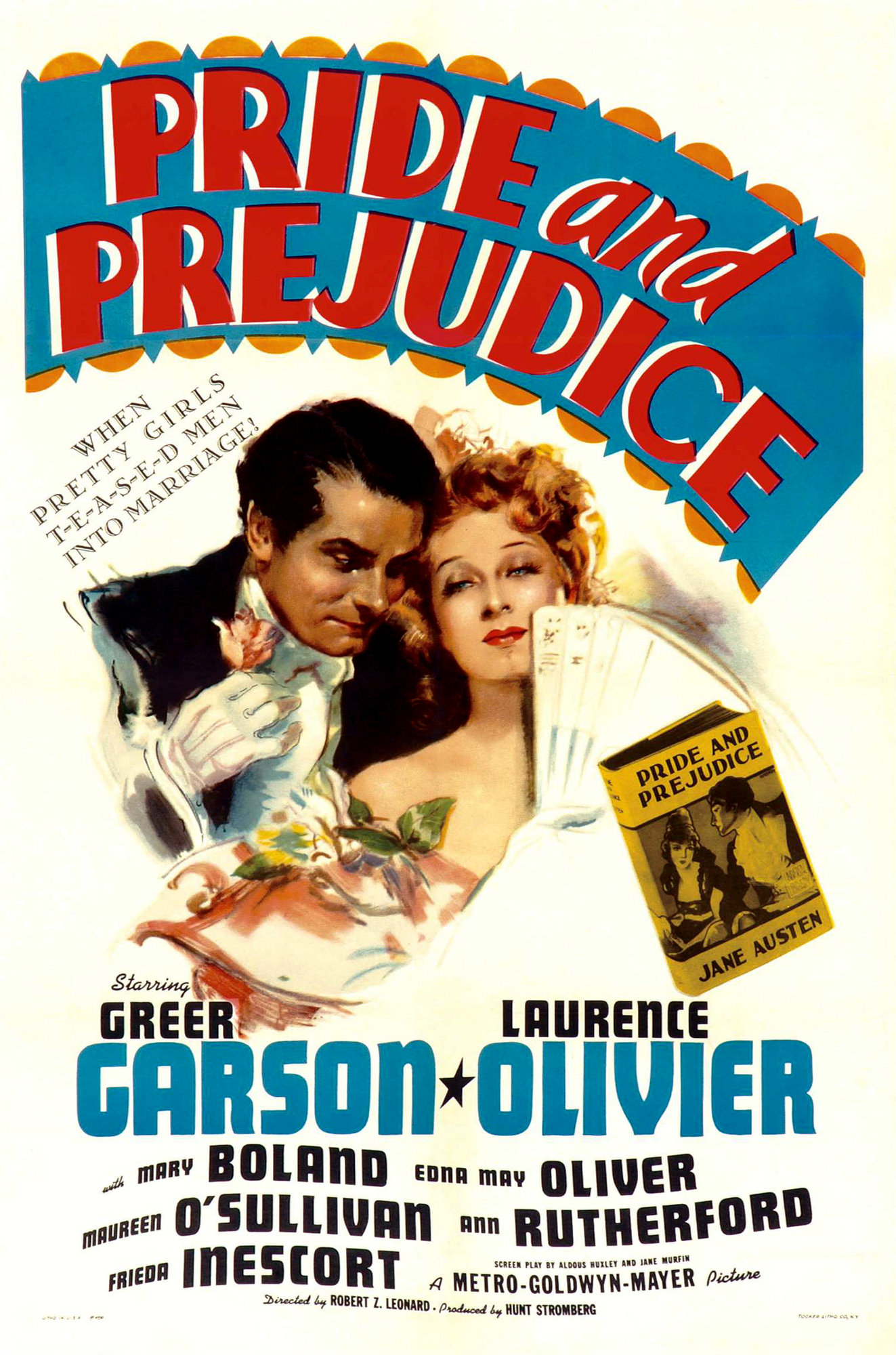
Su papel en Pride and Prejudice de 1940 le otorgó una ovación de la crítica y el público a su carrera.

Al siguiente año, recibió aclamación de la crítica por su papel como Elizabeth Bennet en Pride and Prejudice. Posteriormente, Garson protagonizó junto a Joan Crawford, When Ladies Meet en 1941 (una reedición pobremente recibida y esterilizada de una versión pre-code del mismo nombre, que habían protagonizado Ann Harding y Myrna Loy) y ese mismo año participó del éxito de taquilla Blossoms in the Dust, que le valió la primera de cinco nominaciones consecutivas al Óscar a la mejor actriz, empatando junto a Bette Davis, quien tuvo el mismo número de candidaturas entre 1938 y 1942, y que aún mantienen ambas.
El papel que consagraría a Garson fue el de Kay Miniver, una fuerte esposa y madre británica que debe hacer frente a las adversidades de la Segunda Guerra Mundial en Mrs. Miniver. La película tuvo tal repercusión mediática, al ser filmada en plena guerra, que fue utilizada con fines propagandísticos por el presidente estadounidense Franklin D. Roosevelt, sobre todo para levantar la moral de la población, tras la entrada de Estados Unidos a la guerra en 1941. La película ganaría seis Premios Óscar en su 15.ª ceremonia de premiación, incluyendo Mejor película y el Óscar a la mejor actriz para Garson por su papel. Luego que fuera anunciado su nombre y recogiera la estatuilla, Garson realizó un discurso de aceptación que alcanzó los 5 minutos y 30 segundos, acreditado por el Libro Guinness de los récords como el más largo de la historia de los premios. Poco después, la Academia de Artes y Ciencias Cinematográficas instituyó un límite de tiempo para los discursos. En 1942, Garson también coprotagonizó la película dramática Random Harvest con el ganador del Premio de la Academia Ronald Colman: situada al final de la Primera Guerra Mundial, con Colman interpretando a un soldado conmocionado que sufre de amnesia y Garson como su interés amoroso, Random Harvest recibió siete nominaciones a los Premios Óscar, la mayoría de los cuales perdió ante Mrs. Miniver. 
En Mrs. Miniver actuó junto a Richard Ney, quien interpretó a su hijo. Luego de ello, iniciaron una relación que terminaría en un segundo matrimonio celebrado el 24 de julio de 1943, cuando Garson tenía 39 años de edad. La relación estaba bajo constante escrutinio debido a la diferencia de edad, y a pesar de los intentos de Metro-Goldwyn-Mayer de publicar falsamente que Garson era apenas tres años mayor que Ney y de retratar la imagen de una pareja feliz, el matrimonio tuvo serios problemas. Se divorciaron en 1947 después de varios intentos de reconciliación. Ney finalmente se convirtió en un analista bursátil, asesor financiero y autor.
Durante sus siguientes años en Metro-Goldwyn-Mayer, Garson volvería a ser nominada por Madame Curie (1943), La señora Parkington (1944) y The Valley of Decision (1945). Frecuentemente trabajó junto al actor Walter Pidgeon, con quien tendría una larga amistad, y junto al cual protagonizaría Blossoms in the Dust, Mrs. Miniver, Madame Curie, Mrs. Parkington, Julia Misbehaves (1948), That Forsyte Woman (1949), The Miniver Story (1950) y Scandal at Scourie (1953).
Garson fue emparejada con Clark Gable luego de su regreso de prestar servicio en la Segunda Guerra Mundial. En 1945, protagonizan Adventure, y fue promocionada con la frase "¡Gable ha vuelto, y Garson lo tiene!".
En 1946, comienza a participar del rodaje de Desire Me junto a Richard Hart. Durante un ensayo realizado en la costa de Monterey el 26 de abril, una ola la golpea y se lastima la espalda, quedando en estado catatónico. Su espalda, que ya había sufrido anteriormente por su caída a finales de la década de 1930, debió someterse a varias cirugías para solventar las dolencias producidas durante los siguientes años.

### Últimos papeles
En 1949, Garson se casó con Elijah E. "Buddy" Fogelson, un millonario ganadero de Texas y criador de caballos. Para entonces, su popularidad comenzaba un lento declive, aunque siguió siendo una estrella de cine prominente hasta mediados de la década de 1950. En 1951, se convirtió en ciudadana naturalizada de Estados Unidos.
Luego que su contrato con Metro-Goldwyn-Mayer expirara en 1954, solo sumó un par de películas finales. En 1958, recibió una cálida recepción en Broadway por Auntie Mame, reemplazando a Rosalind Russell, quien había ido a Hollywood para participar de la versión cinematográfica. En 1960, Garson recibió su séptima y última nominación al Óscar por Sunrise at Campobello en la que interpretó a Eleanor Roosevelt, y por la cual ganaría un Globo de Oro a la mejor actriz dramática y el National Board of Review a la Mejor Actriz.
El 4 de octubre de 1956, apareció con Reginald Gardiner en el programa The Ford Show, Starring Tennessee Ernie Ford de NBC como las dos primeras estrellas invitadas; y posteriormente como invitada misteriosa en el programa de concursos What's My Line? de CBS en 1953 y 1958. También se desempeñó como panelista de este programa en 1957.
Volvió a Metro-Goldwyn-Mayer para participar de The Singing Nun (1966), protagonizada por Debbie Reynolds, antes de participar en The Happiest Millionaire (1967) de Walt Disney, la que se convirtió en su última película. Se mantendría realizando apariciones poco frecuentes en televisión: en 1968, narró el especial navideño infantil The Little Drummer Boy, y su último papel sería una aparición en un episodio de 1982 de The Love Boat.

## Retiro y obras benéficas
En 1967, Garson y Fogelson se retiraron a su "Forked Lightning Ranch" en Nuevo México y compraron el purasangre Ack Ack, propiedad de Harry F. Guggenheim en 1971, teniendo gran éxito como criadores. También mantuvieron un hogar en Dallas. Garson era una devota presbiteriana, además de ser parte del Partido Republicano. En 1966, se le solicitó postularse para el Congreso de los Estados Unidos por el cupo republicano contra el demócrata Earle Cabell, pero declinó.
Durante sus últimos años, Garson fue reconocida por su filantropía y liderazgo cívico. Ella donó varios millones de dólares para la construcción de los Teatros Greer Garson en la Universidad de Arte y Diseño de Santa Fe y en la Escuela de Artes Meadows de la Universidad Metodista del Sur, ambos bajo tres condiciones: los escenarios serían circulares, la producción teatral con que se inaugurarían sería A Midsummer Night's Dream de Shakespeare, y debían tener espaciosos baños para damas.
Desde principios de la década de 1970, el interés por las estrellas de la edad de oro de Hollywood sufrió una renovación, ya que las películas de la época comenzaron a ser retransmitidas regularmente por televisión, y salió a la luz alguna información sobre artistas de la época, que contrastaba con la información que los estudios habían hecho circular sobre ellos. Alrededor de esa época, el año 1908 salió como más plausible sobre el nacimiento de Garson. Luego de la muerte de la actriz, finalmente sería acreditado el año 1904 como definitivo.
En 1993, la reina Isabel II del Reino Unido reconoció los logros de Garson, invistiéndola Comendadora de la Orden del Imperio Británico (CBE).

## Muerte
En sus últimos años, Garson ocupó una suite en el ático en el Hospital Presbiteriano de Dallas.
Murió de insuficiencia cardíaca el 6 de abril de 1996 a la edad de 91 años, y fue enterrada junto a su esposo en el cementerio Sparkman-Hillcrest Memorial Park en Dallas.

## Filmografía
| Año  | Título                          | Personaje                  | Observaciones |
| ---- | ------------------------------- | -------------------------- | --- |
| 1939 | Goodbye, Mr. Chips              | Katherine Chipping         | Nominación – Premio Óscar a la mejor actriz                                                                                   |
| 1939 | Remember?                       | Linda Bronson Holland      | |
| 1940 | The Miracle of Sound            | Ella misma                 | Prueba de color para Blossoms in the Dust                                                                                     |
| 1940 | Pride and Prejudice             | Elizabeth Bennet           | |
| 1941 | Blossoms in the Dust            | Edna Kahly Gladney         | Nominación – Premio Óscar a la mejor actriz                                                                                   |
| 1941 | When Ladies Meet                | Sra. Claire Woodruff       | |
| 1942 | Mrs. Miniver                    | Sra. Kay Miniver           | Premio Óscar a la mejor actriz                                                                                                |
| 1942 | Random Harvest                  | Paula Ridgeway             | |
| 1943 | The Youngest Profession         | Ella misma                 | Cameo |
| 1943 | Madame Curie                    | Marie Curie                | Nominación – Premio Óscar a la mejor actriz                                                                                   |
| 1944 | Mrs. Parkington                 | Susie "Sparrow" Parkington | Nominación – Premio Óscar a la mejor actriz                                                                                   |
| 1945 | The Valley of Decision          | Mary Rafferty              | Nominación – Premio Óscar a la mejor actriz                                                                                   |
| 1945 | Adventure                       | Emily Sears                | |
| 1947 | Desire Me                       | Marise Aubert              | |
| 1948 | Julia Misbehaves                | Julia Packett              | |
| 1949 | That Forsyte Woman              | Irene Forsyte              | |
| 1950 | Screen Actors                   | Ella misma                 | Cortometraje, sin acreditar                                                                                                   |
| 1950 | The Miniver Story               | Sra. Kay Miniver           | |
| 1951 | The Law and the Lady            | Jane Hoskins               | |
| 1953 | Scandal at Scourie              | Sra. Victoria McChesney    | |
| 1953 | Julius Caesar                   | Calpurnia                  | |
| 1954 | Her Twelve Men                  | Jan Stewart                | |
| 1955 | Strange Lady in Town            | Dra. Julia Winslow Garth   | |
| 1960 | Sunrise at Campobello           | Eleanor Roosevelt          | Globo de Oro a la mejor actriz - Drama National Board of Review a la Mejor Actriz Nominación – Premio Óscar a la mejor actriz |
| 1960 | Pepe                            | Ella misma                 | Cameo |
| 1966 | The Singing Nun                 | Madre Priora               | |
| 1967 | The Happiest Millionaire        | Sra. Cordelia Biddle       | |
| 1968 | The Little Drummer Boy          | "Nuestra Cuentacuentos"    | Acreditada como Miss Greer Garson                                                                                             |
| 1974 | Crown Matrimonial               | Reina María                | |
| 1976 | The Little Drummer Boy, Book II | "Nuestra Cuentacuentos"    | Acreditada como Miss Greer Garson                                                                                             |
| 1978 | Little Women                    | Tía Kathryn March          | |
| 1986 | Directed by William Wyler       | Ella misma                 | Documental |

## Premios y distinciones
Premios Óscar
| Año  | Categoría    | Película               | Resultado |
| ---- | ------------ | ---------------------- | --------- |
| 1940 | Mejor actriz | Goodbye, Mr. Chips     | Nominada  |
| 1942 | Mejor actriz | De corazón a corazón   | Nominada  |
| 1943 | mejor actriz | La señora Miniver      | Ganadora  |
| 1944 | mejor actriz | Madame Curie           | Nominada  |
| 1945 | mejor actriz | La señora Parkington   | Nominada  |
| 1946 | mejor actriz | El valle del destino   | Nominada  |
| 1961 | mejor actriz | Amanecer en Campobello | Nominada  |

National Board of Review
| Año  | Categoría    | Película               | Resultado |
| ---- | ------------ | ---------------------- | --------- |
| 1961 | Mejor Actriz | Amanecer en Campobello | Ganadora  |